# Gaustatoppen
Gaustatoppen er det højeste punkt på en 7 km lang bjergryg, og ligger ved Rjukan i Tinn kommune i Vestfold og Telemark i Norge. Med sine 1.883 m over havets overflade er det også Telemarkens højeste punkt.
I en årrække har Gaustatoppen huset militære installationer, der bl.a omfatter et tårn på toppen og en todelt bane, der inde i bjerget fører til toppen. De sidste 1.060 meter er med en stigning på 40 %. Banen blev bygget af NATO mellem 1954-1959 og gav bl.a. adgang til kommunikationsudstyr og radaranlæg på toppen. Den blev benyttet til transport af personel og militært udstyr. Banen starter i 1.170 meters højde, hvor man med en lille jernbane bliver ført 850 meter vandret ind i bjerget. Herfra fortsætter man med kabelbane op mod toppen.
Siden 2004 har banerne visse dage om året været åbne for turister.
Gaustatoppen er det punkt i Norge, der har den bedste udsigt, målt efter arealet man kan se. Under ideelle forhold kan man overskue et område på ca. 60.000 km², hvilket svarer til omtrent en sjettedel af Norges samlede areal. Til sammenligning dækker Danmark ca. 43.000 km².
Mod vest kan man se Sandfloeggen, Hardangerviddas højeste fjeld, der ca. 100 km væk rejser sig 1.719 meter over havet. Længere mod nord finder man Hårteigen med 1.690 meter over havet. Næsten 200 km længere mod nord ser man på en klar dag også Uranostinden på 2.157 meter over havet. Mod øst finder man Tryvannstårnet i Oslo og de svenske skove.
Gaustatoppen benyttes bl.a. af trekkere og om vinteren af skiturister.

## Eksterne link og kildehenvisninger
- Wikimedia Commons har flere filer relateret til Gaustatoppen
- Beskrivelse af Gaustatoppen
- Portalen for Gaustatoppen

| Bjerg | Spire Denne artikel om et bjerg eller en bjergkæde er en spire som bør udbygges. Du er velkommen til at hjælpe Wikipedia ved at udvide den. |

59°51′14.9″N 8°39′1.2″Ø / 59.854139°N 8.650333°Ø